# Kwame Quee
Kwame Quee (* 7. September 1996) ist ein sierra-leonischer Fußballspieler. Der Mittelfeldspieler steht seit 2019 im Kader von Breiðablik Kópavogur mit Spielbetrieb in der isländischen Erstklassigkeit und ist seit 2014 A-Nationalspieler seines Heimatlandes.

## Vereinskarriere

### Karrierebeginn in der Heimat
Kwame Quee wurde am 7. September 1996 geboren und begann seine Karriere im Vereinsfußball im Nachwuchsbereich von Doutcher United. Danach folgten Stationen als Jugendspieler bei den Sierra Rangers und dem Papa Jack FC, ehe Quee im Jahre 2009 in den Nachwuchs des 2004 gegründeten FC Johansen wechselte. Als etwa 15-Jähriger schaffte er den Sprung in die Herrenmannschaft, die nach einer erfolgreichen Zweitligaspielzeit in dieser Saison erstmals in der sierra-leonischen Premier League vertreten war. Im Endklassement rangierte der FC Johansen auf dem vierten Tabellenplatz und nahm als einziger sierra-leonischer Vertreter am CAF Confederation Cup 2013 teil. Der Klub schied jedoch bereits in der Vorrunde gegen die Barrack Young Controllers aus Liberia mit einem Gesamtscore von 0:1 vom laufenden Turniers aus.
Im nachfolgenden Spieljahr 2013 wurde der Spielbetrieb noch im ersten Monat (Juli) eingestellt, nachdem zehn von 14 Vereinen beschlossen hatten, ihre Spiele, aus Protest gegen den Ausschluss von fünf Personen bei den Wahlen des sierra-leonischen Fußballverbandes, zu boykottieren. Mitte September 2013 wurde wieder versucht den Spielbetrieb aufzunehmen, was aufgrund des anhaltenden Boykotts eines Großteils des Teilnehmerfeldes nur sehr stark eingeschränkt möglich war. Der FC Johansen war einer der wenigen Klubs, die sich nicht an dem Boykott beteiligten. Über eine genaue Platzierung des Klubs am Saisonende kann nichts Näheres gesagt werden; der Meister wurde offenbar im Oktober 2013 in einem Finalspiel ermittelt und ergab die Diamond Stars als Meister.
Das im darauffolgenden März gestartete Spieljahr 2014 wurde nach 13 absolvierten Meisterschaftsrunden Anfang Juli aufgrund einer schweren Ebolafieber-Epidemie abgebrochen. In der weitgehend dicht gestaffelten Tabelle lag Quee mit seiner Mannschaft zu diesem Zeitpunkt auf dem achten Platz. Nachdem der Spielbetrieb auch 2015 vollständig ausgefallen war, traten ab Anfang des Jahres 2016 elf Vereine in einer sogenannten Rebellenliga (engl.: rebels league) gegeneinander an. Drei Vereine der 2014er-Liga, darunter auch der im Besitz von Isha Johansen, der Präsidentin des sierra-leonischen Fußballverbandes, befindliche FC Johansen, weigerten sich an dieser inoffiziellen Liga teilzunehmen. Das Team um den 1,85 m großen Mittelfeldakteur trat in diesem Jahr jedoch im sierra-leonischen Fußballpokal in Erscheinung und schaffte es bei diesem bis ins Finale. Hierbei ging der Hauptstadtklub gegen die Republic of Sierra Leone Armed Forces aus Makeni nach einem 1:0-Erfolg als Pokalsieger hervor. Noch im Sommer 2016 absolvierte Quee ein rund dreiwöchiges Probetraining beim dänischen Erstligisten Randers FC, das jedoch in keiner Verpflichtung des damals 19-Jährigen Sierra-Leoners mündete. In den beiden darauffolgenden Jahren 2017 und 2018 fand ebenfalls keine Spielbetrieb in der höchsten sierra-leonischen Fußballliga statt. Als Gewinner des FA Cups 2016 nahm Quee mit dem FC Johansen allerdings an der CAF Champions League 2017 teil und schied dort mit seinem Team noch in der Vorrunde gegen FUS de Rabat mit einem Gesamtscore von 1:4 aus.

### Leihweiser Wechsel nach Island
Zu ebendieser Zeit war Quee allerdings bereits an den UMF Víkingur mit Spielbetrieb in der höchsten isländischen Fußballliga verliehen worden. Beim Klub aus der kleinen Gemeinde Ólafsvík im Nordwesten Islands debütierte er rund eine Woche nach seiner Verpflichtung am 14. Mai 2017 bei einem 3:1-Auswärtssieg über UMF Grindavík, als ihn sein Trainer Ejub Purišević von Beginn an im zentralen Mittelfeld einsetzte. Nachdem er in der 65. Spielminute vom Schiedsrichter mit einer gelben Karte bedacht wurde, wurde er in Minute 82 mit Gelb-Rot vom Platz geschickt. Nach dem Absitzen seiner Gelbrotsperre erzielte er im nachfolgenden Spiel gegen Breiðablik Kópavogur, einer 1:2-Auswärtsniederlage, den einzigen Treffer seiner Mannschaft. In der restlichen Spielzeit fungierte er größtenteils als Stammkraft im zentralen bzw. offensiven Mittelfeld, wurde von Purišević jedoch vereinzelt auch als linker Mittelfeldspieler eingesetzt. Bis zum Ende des Spieljahres 2017 hatte es Quee auf 15 Ligaeinsätze, sowie drei -treffer gebracht und rangierte mit dem Team auf dem elften Tabellenplatz, was den Abstieg in die 1. deild karla, die zweithöchste Fußballliga Islands, bedeutete. Des Weiteren brachte er es in diesem Jahr noch auf einen für ihn persönlich torlosen Einsatz im isländischen Fußballpokal 2017.
In der 1. deild karla 2018 gehörte Quee ebenfalls als Leihspieler Ungmennafélagið Víkingur an und fungierte auch diesmal als Stammspieler. Bis zu seinem ersten Meisterschaftstreffer dauerte es diesmal allerdings bis zur siebenten Spielrunde. In weiterer Folge kam er in den restlichen zwei Dritteln der Saison regelmäßig zum Torerfolg, wobei er es bis zum Saisonende auf 21 von 22 möglich gewesenen Ligaeinsätzen, sowie elf Tore gebracht hatte. Mit seinen elf Toren war er nicht nur der erfolgreichste Torschütze in der Mannschaft – mit einem Tor Vorsprung auf den Spanier Gonzalo Zamorano –, sondern rangierte auch in der ligaweiten Torschützenliste auf dem vierten Platz. Im Endklassement der isländischen Zweitklassigkeit rangierte der Mittelfeldakteur am Ende mit seinem Team auf dem vierten Tabellenplatz – sechs Punkte von einem Aufstiegsplatz entfernt. Darüber hinaus wurde der Mittelfeldakteur in drei oder vier Spielen des isländischen Fußballpokals 2018 eingesetzt, wobei er insgesamt ein Tor beisteuern konnte und mit der Mannschaft erst im Elfmeterschießen des Halbfinales gegen Breiðablik Kópavogur aus dem Turnier ausschied. Des Weiteren brachte er es für UMF Víkingur auf eine Reihe von Einsätzen im isländischen Ligapokal.
Nach zweijähriger Leihzeit kehrte Quee zum Jahresende 2018 wieder in seine Heimat zurück, wo er kurzzeitig wieder mit dem FC Johansen mittrainierte. Nach etwas über Jahren nahm die Sierra Leone Premier League im Spieljahr 2019 wieder offiziell ihren Spielbetrieb auf; von den 14 offiziellen Mannschaften, die daran teilnahmen, war der FC Johansen die einzige, die noch vor Saisonbeginn ihre Teilnahme absagte. Der FC Johansen wurde – wenn auch als Letztplatzierter – dennoch in der offiziellen Ligatabelle geführt.

### Fixer Island-Wechsel im Jahr 2019
Im Zeitraum zwischen Dezember 2018 und Februar 2019 erfolgte Quees fixer Wechsel nach Island, nachdem er beim Erstligisten Breiðablik Kópavogur einen Zweijahresvertrag unterzeichnet hatte. Für den Klub kam er zumindest zwischen Februar und März 2019 in vier Partien des isländischen Ligapokals zum Einsatz, konnte jedoch für das Ende April 2019 beginnende Spieljahr 2019 seinen Trainer Ágúst Gylfason nicht vollends überzeugen und fungierte von Beginn an nur als Ersatzspieler. Von der Ersatzbank aus wurde der Sierra Leoner jedoch ebenfalls kaum berücksichtigt und kam erst im fünften Saisonspiel, einer 0:1-Niederlage des zu diesem Zeitpunkt auf dem zweiten Tabellenplatz rangierenden Breiðablik Kópavogur gegen den Erstplatzierten ÍA Akranes, zum ersten Ligaeinsatz für seinen neuen Verein. Auch in den Spielen danach war er zumeist ein uneingesetzter Ersatzspieler oder gehörte erst gar nicht dem erweiterten Kader an. Daneben wurde er jedoch noch mit Einsätzen im isländischen Fußballpokal 2019 bedacht.
Um Spielpraxis zu sammeln, wurde Quee noch im Juni 2019 bis zum Ende des Spieljahres an den Ligakonkurrenten Víkingur Reykjavík verliehen. Bei dem am hinteren Tabellenende gelegenen Team fungierte er unter Trainer Arnar Gunnlaugsson rasch als eine Stammkraft im Mittelfeld, konnte jedoch auch erst nach einigen Meisterschaftsspielen im August 2019 seine ersten Tore bzw. Assists beisteuern. Zumeist im zentralen und offensiven Mittelfeld eingesetzt, variierten seine Positionen im Laufe des Spieljahres jedoch einige Male, sodass Quee auch als Rechtsaußen oder Rechtsverteidiger zum Einsatz kam. Bis zum Ende des Spieljahres 2019 hatte es der sierra-leonische Nationalspieler auf zwölf Meisterschaftseinsätze sowie vier -tore und drei -torvorlagen gebracht. Am Ende rangierte er mit Víkingur Reykjavík auf dem siebenten Tabellenplatz, wobei hingegen sein Stammklub Breiðablik Kópavogur das Jahr auf dem zweiten Tabellenplatz abschloss. Nachdem Víkingur Reykjavík im Halbfinale des isländischen Pokals 2019 Breiðablik Kópavogur mit 3:1 ausgeschaltet hatte, gewann die Mannschaft auch das Finalspiel gegen Hafnarfjörður mit 1:0 und wurde zum zweiten Mal in der Vereinsgeschichte isländischer Fußballpokalsieger.
Für das Spieljahr 2020, das Ende April 2020 beginnt, ist Quee wieder als Spieler bei seinem Stammverein Breiðablik Kópavogur eingeplant.

## Nationalmannschaftskarriere
Bereits im Jahr 2013 nahm Quee am WAFU Nations Cup 2013 in Ghana teil, wobei er im er ersten Gruppenspiel, bei einer 1:4-Niederlage gegen den Gastgeber, den einzigen Treffer für sein Heimatland erzielte. Danach absolvierte Sierra Leone noch zwei weitere Gruppenspiele (gegen Benin und Burkina Faso) und schied als Letzter der Gruppe A vom Turnier aus. Ob Quee in den beiden anderen Gruppenspielen ebenfalls zum Einsatz gekommen ist und ob diese Spiele für die A-Nationalmannschaft gewertet wurden, ist nicht genau bekannt. Jedenfalls führen die diversen Statistikseiten Quees Einsätze nicht bei der A-Nationalmannschaft seines Heimatlandes auf. Offiziell debütierte er erst am 19. Juli 2014 bei einem Qualifikationsspiel zum Afrika-Cup 2015 für das A-Nationalteam seines Heimatlandes, als er von Nationaltrainer Johnny McKinstry, der zum Zeitpunkt der Übernahme des Nationalteams ein Jahr zuvor mit 27 Jahren der jüngste Trainer einer Nationalmannschaft weltweit war, beim Drittrundenhinspiel gegen die Seychellen in der 82. Spielminute für Mohamed Kamanor auf das Spielfeld kam.
Noch davor nahm er im Frühjahr 2014 mit der sierra-leonischen U-20-Auswahl an den vier Länderspielen Sierra Leones während der Qualifikation zur U-20-Afrikameisterschaft teil. Mit seinem Heimatland schied er jedoch bereits in der ersten Runde der Qualifikation gegen die Alterskollegen aus Ghana aus. Nachdem er in der Zeit danach nicht mehr für die Nationalmannschaft Sierra Leones Berücksichtigung gefunden hatte, ließ ihn der nunmehrige Nationaltrainer John Ajina Sesay im letzten Spiel der Gruppe D gegen die Demokratischen Republik Kongo über die vollen 90 Minuten im linken Mittelfeld zum Einsatz kommen. Als Letzter der Gruppe schaffte das Team jedoch nicht den Einzug zu zwischen Januar und Februar 2015 in Äquatorialguinea stattfindenden Endrunde. In den zwei darauffolgenden Wochen kam Quee zudem noch im Hin- und Rückspiel der Vorrunde der Qualifikation zur Afrikanischen Nationenmeisterschaft 2016 gegen Mauretanien zum Einsatz und verlor die beiden Partien mit einem Gesamtergebnis von 1:4.
Mit der sierra-leonischen U-23-Nationalmannschaft nahm er ebenfalls im Jahr 2015 an der Qualifikation zum U-23-Afrika-Cup teil. Da die guinea-bissauische U-23-Nationalmannschaft, Sierra Leones erster Gegner, noch vor der ersten Runde ihre Teilnahme zurückzog, zog Sierra Leone automatisch in die nachfolgende zweite Runde der Qualifikation ein. Beim nachfolgenden 0:0-Remis im Hinspiel gegen Kameruns U-23 war Quee im Einsatz; ebenso im späteren Rückspiel, als Sierra Leone nach einem 1:1-Remis aufgrund der Auswärtstorregel in die nachfolgende dritte Qualifikationsrunde einzog. In dieser scheiterte die Mannschaft jedoch mit einem Gesamtscore von 0:2 an Algerien. Zwischen diesen Qualifikationsspielen für die sierra-leonische U-23-Auswahl brachte es Quee jedoch auch zu einem weiteren Einsatz in der A-Nationalmannschaft, als er für sein Heimatland das erste Gruppenspiel der Qualifikation zum Afrika-Cup 2017 gegen den Sudan absolvierte. Nach der dortigen 0:1-Niederlage setzte ihn Sellas Tetteh im September 2015 auch noch im zweiten Gruppenspiel gegen die Elfenbeinküste im linken Mittelfeld ein.
Nur einen Monat später absolvierte Quee für Sierra Leone anlässlich der Qualifikation zur Fußball-Weltmeisterschaft 2018 zwei Spiele gegen den Tschad, woraufhin der Tschad aufgrund der Auswärtstorregel in die zweite Runde der Qualifikation einzog. Im darauffolgenden März 2016 folgten für den Offensivakteur drei freundschaftliche Länderspiele gegen Malawi (1 Spiel) und Gabun (2 Spiele), ehe Quee Anfang Juni 2016 sein drittes Qualifikationsspiel zum Afrika-Cup 2017 absolvierte; auf das im September 2016 das vierte und letzte Qualifikationsspiel folgte. Nach diesem rangierte der Mittelfeldspieler mit seinem Heimatland auf dem zweiten Platz hinter der Elfenbeinküste und verpasste nur knapp die Teilnahme an der zwischen Januar und Februar 2017 in Gabun stattfindenden Endrunde. In den nächsten Monaten wurde es weitgehend still um den mehrfachen sierra-leonischen Internationalen; erst im Juni 2017 wurde Quee von John Keister für das erste Qualifikationsspiel zum Afrika-Cup 2019, einen 2:1-Heimerfolg über Kenia in die sierra-leonische Nationalmannschaft zurückgeholt. Dieser Einsatz, bei dem er zwar über die volle Spieldauer auf dem Spielfeld war, blieb jedoch die Ausnahme.
Danach dauerte es weitere 15 Monate, ehe er wieder für das Nationalteam berücksichtigt wurde. Im zweiten Qualifikationsspiel zum Afrika-Cup 2019 wurde Quee zwei Tage nach seinem 22. Geburtstag bei der 0:1-Niederlage gegen Äthiopien von Beginn an und bis zur 54. Spielminute von John Keister eingesetzt. Nur einen Monat später wurde Sierra Leone durch die FIFA suspendiert, die Mannschaft im Anschluss von der Confédération Africaine de Football (CAF) vom Wettbewerb ausgeschlossen und die bis dahin ausgetragenen Spiele annulliert. Danach verging abermals ein Jahr ohne Länderspieleinsatz Quees, der mittlerweile fix nach Island gewechselt war. Anlässlich der Qualifikation zur WM 2022 absolvierte der 1,85 m große Offensivakteur rund um seinen 23. Geburtstag zwei Länderspiele gegen Liberia; mit einem Gesamtergebnis von 2:3 schied Sierra Leone noch in der ersten Qualifikationsrunde aus. Quee hatte bei der 1:3-Niederlage im Hinspiel den einzigen Treffer seines Heimatlandes beigesteuert. Zwei Monate später setzte ihn Sellas Tetteh in den ersten beiden Qualifikationsspielen zum Afrika-Cup 2021 als Stammkraft ein. Beim 1:1-Remis im ersten Spiel gegen Lesotho kam Quee zum Torerfolg.

## Erfolge
mit dem FC Johansen
- 1× Sieger des sierra-leonischen FA-Cups: 2016

mit Víkingur Reykjavík
- 1× Sieger des isländischen Fußballpokals: 2019 (ohne Finaleinsatz)